# شعار منغوليا
اعتمد شعار دولة منغوليا (بالمنغولية: Монгол Улсын төрийн сүлд)‏ في دستور 1992 ويستخدم على سبيل المثال في الوثائق الرسمية مثل جوازات السفر المنغولية والوثائق الحكومية والسفارات.

## الوصف
اعتمد شعار الدولة في 12 فبراير 1992، عندما دخل الدستور الجديد حيز التنفيذ. وورد وصف العلم في الفصل 1 المادة 12 (3) من دستور منغوليا.
يتكون العلم من حقلة الخارجية من ورم ناسان الذي يرمز إلى الأبدية تحيط بحقل أزرق دائري، يرمز إلى السماء، يوجد به مزيج من رمز سويومبو وحصان الريح اللذان يرمزان إلى استقلال منغوليا وسيادتها. يوجد أسفل مركز الشعار سلسلة جبال خضراء مع عجلة دارما. يوجد أسفل سلسلة الجبال خاتا.

## التاريخ
- شعار جمهورية منغوليا الشعبية 
(6 يوليو 1960 – 12 فبراير 1992)
- شعار جمهورية منغوليا الشعبية 
(12 سبتمبر 1949 – 6 يوليو 1960)
- شعار جمهورية منغوليا الشعبية
(30 يونيو 1940 – 12 سبتمبر 1949)[6]
- شعار جمهورية منغوليا الشعبية (1924–1940)[7]
- سويومبو بوغد خانات منغوليا (1911–1924)